# Sowiecka Formuła Mondial
Sowiecka Formuła Mondial, w latach 1990–1991 Sowiecka Formuła 1600 – cykl wyścigów samochodowych rozgrywanych w ZSRR według przepisów Formuły Mondial. Mistrzostwa były organizowane w latach 1988–1991.

## Historia
1987 był ostatnim rokiem rozgrywania w ZSRR mistrzostw Formuły 3. Przeważnie używane pod koniec istnienia serii Estonie 21M były przestarzałe na tle zachodnioeuropejskich rywali, a silniki Łada miały pojemność 1568 cm³ mimo faktu, iż regulamin dopuszczał silniki dwulitrowe. Tymczasem wprowadzona w 1983 roku Formuła Mondial bardziej spełniała oczekiwania radzieckich decydentów, ograniczając pojemność silników do 1,6 litra oraz zabraniając stosowania drogich rozwiązań projektowych (jak efekt przyziemny). Co więcej, od 1989 roku Formuła Mondial miała zastąpić Formułę Easter w Pucharze Pokoju i Przyjaźni. Te argumenty spowodowały, że silnik Łady 2106 był jednym z pierwszych homologowanych przez FIA silników Formuły Mondial. Latem 1988 roku Wiktor Kozankow i Toomas Napa pojechali na międzynarodowy wyścig Formuły Mondial w Czechosłowacji, potwierdzając konkurencyjność radzieckich samochodów.
Mimo tego prasa była podzielona w sprawie powołania taniej formuły, a wśród argumentów przeciw podawano przestarzałość technologii czy stosunkowo niewielkie prędkości. Media odwoływały się do absurdu sytuacji, w której Toomas Napa był wielokrotnym mistrzem ZSRR oraz wygrał Puchar Pokoju i Przyjaźni w 1987 roku, ale z powodu barier stawianych przez DOSAAF nie mógł ścigać się za granicą, a co za tym idzie – rozwijać się. Dla kontrastu, mający znacznie mniejsze osiągnięcia w Pucharze Pokoju i Przyjaźni Csaba Kesjár w tym czasie rywalizował w Niemieckiej Formule 3 oraz przetestował Zakspeeda Formuły 1.
Pierwsza próba międzynarodowej adaptacji Formuły Mondial w kraju związkowym ZSRR miała miejsce na Łotwie. Korzystając z faktu, że przepisy serii były niemal identyczne ze Skandynawską Formułą 4, na mistrzostwa Bałtyku 24 lipca zostali zaproszeni czterej Szwedzi. Te zawody okazały się udane dla krajów bałtyckich, a później to reprezentanci Łotwy wzięli udział w mistrzostwach Szwecji. Stopniowo coraz częściej kierowcy bałtyccy zaczęli koncentrować się na mistrzostwach skandynawskich, do czego przyczyniło się również założone przy współpracy radziecko-niemieckiej przedsiębiorstwo Esttec, którego głównym projektantem został Raul Sarap. Pierwszym założeniem Sarapa było zastosowanie silnika Volkswagena i innych zagranicznych części.
Różnicę w poziomie wyścigów w poszczególnych republikach związkowych w debiutanckim sezonie Sowieckiej Formuły Mondial uwidocznił również stan torów. O ile organizacja zawodów na torze Bikernieki stała na wysokim poziomie, o tyle zawody na torach Czajka i Rustawi spotykały się z wieloma problemami: brakiem reklamy i widzów, bardzo złym stanem torów oraz niezapewnieniem uczestnikom przyzwoitych warunków do życia i pracy ze sprzętem. W tych warunkach sezon 1988 został zdominowany przez Estończyków, którzy zajęli pierwsze trzy miejsca w klasyfikacji generalnej oraz zdobyli siedem na dziewięć możliwych podiów. Kierowcy używali wówczas Estonii 21M bądź 21.10 napędzanych silnikami Łady.
1989 rok pogłębił różnice między kierowcami bałtyckimi a resztą zawodników z ZSRR. Utworzono wówczas Puchar Bałtyku dla kierowców szwedzkich, fińskich, norweskich, estońskich, łotewskich i litewskich. Ott Vanaselja, korzystający z nowego Estteka 884, wygrał pierwszą rundę w Bikerniekach oraz został mistrzem serii. Ponadto bałtyccy kierowcy w miarę możliwości jeździli na zagraniczne zawody, wykazując dużą konkurencyjność. W związku z tym w krajowych mistrzostwach Formuły Mondial w przeciwieństwie do 1988 roku nie uczestniczyła bałtycka czołówka. W tych okolicznościach mistrzem został zwycięzca dwóch wyścigów, Wiktor Kozankow.
W 1990 roku DOSAAF w praktyce stracił kontrolę nad wydawaniem pozwoleń kierowcom na wyjazd za granicę. Tymczasem nazwę krajowej serii zmieniono na „Formuła 1600”. Zrezygnowano z organizacji zawodów na dalekim i niebezpiecznym torze Rustawi. Po dwóch eliminacjach Wiktor Kozankow i Toivo Asmer mieli identyczną liczbę punktów, ale Kozankow zrezygnował z udziału w finałowej rundzie, preferując start w amerykańskiej Formule Vee. Stąd też mistrzem został Asmer, będący jednocześnie liderem reprezentacji w Pucharze Pokoju i Przyjaźni. Za zwycięstwo Estończyk otrzymał od moskiewskiego przedsiębiorstwa „Spektrawto” bezprecedensową nagrodę w wysokości dziesięciu tysięcy rubli (oficjalna nagroda wynosiła trzydzieści rubli). Asmer w trakcie sezonu testował nowszą Estonię 25, jednak z uwagi na niedociągnięcia samochodu w mistrzostwach Formuły Mondial używał starej Estonii 21.10.
Skomercjalizowanie radzieckich wyścigów i ostateczne uwolnienie ich spod kontroli DOSAAF w 1991 roku spowodowało, że nastąpił koniec ogólnokrajowego systemu zaopatrywania klubów. W tej sytuacji wielu zawodników nie dysponowało sprzętem bądź był on przestarzały, a inni zapewniali sobie wsparcie sponsorów. Aleksandr Potiechin był sponsorowany przez Motul, a sponsorem Toivo Asmera był Camel. Asmer w mistrzostwach Formuły Mondial prowadził niespotykanego dotychczas w ZSRR Reynarda 903, jednak Estończyk z uwagi na wysoką awaryjność samochodu nie liczył się w walce o tytuł. Ten trafił w ręce Potiechina, który zwyciężył z niewielką przewagą nad Aleksandrem Miedwiedczenką.
Po rozpadzie ZSRR organizację Formuły 1600 kontynuowano do 2000 roku w Estonii (jako Estońska Formuła 4).

## Mistrzowie
| Sezon | Mistrz              | Zespół         | Samochód           |
| ----- | ------------------- | -------------- | ------------------ |
| 1988  | Toomas Napa         | DOSAAF Tallinn | Estonia 21.10-Łada |
| 1989  | Wiktor Kozankow     | DOSAAF Moskwa  | Estonia 21.10-Łada |
| 1990  | Toivo Asmer         | DOSAAF Tallinn | Estonia 21.10-Łada |
| 1991  | Aleksandr Potiechin | DOSAAF Moskwa  | Estonia 21.10-Łada |